# Zeta Puppidy
zeta Puppidy (ZPU) – coroczny rój meteorów aktywny od 2 listopada do 20 grudnia. Jego radiant znajduje się w gwiazdozbiorze Rufy. Maksimum roju przypada na 4 grudnia, jego aktywność jest określana jako niska, a obfitość roju wynosi 3 meteory/h. Prędkość w atmosferze meteorów tego roju jest średnia (41 km/s).
Radiant roju zeta Puppidy nie jest widoczny z terytorium Polski.